# Falsgrave
Falsgrave är en stadsdel i Scarborough, i civil parish Scarborough, i kommunen North Yorkshire, i grevskapet North Yorkshire, i England. Falsgrave var en civil parish från 1866 till 1890. Civil parish hade 4 266 invånare år 1881. Byn nämndes i Domedagsboken (Domesday Book) år 1086, och kallades då Walesgrif/Walesgrip/Wallesgrif.